# Бульвар Олексія Бобринського (Сміла)
Бульвар Олексія Бобринського — вулиця у місті Сміла Черкаської області.

## Історія
Пролягла від вул. Соборної до вул. В'ячеслава Чорновола. У XIX ст. отримала назву Мостової, мабуть, тому, що ЇЇ першу в містечку вимостили бруківкою, зробили широкі тротуари з білої цегли. На кожній цеглині було викарбувано «Ю. З.» (клеймо Південного заводу). Та цегла була дуже стійкою, не розбивалася, а лише вичовгувалася з часом.
З часу свого заснування вулиця стала економічним центром міста. Впродовж вулички до Жовтневої революції розташовувались купецький будинок, маленькі приватні крамнички, майстерні, кілька приватних будинків з фруктовими садами (у глибині залишилися дерева), одноповерхова ресторація (на місці кафе «Мрія»), двоповерховий готель (тепер Приватбанк).
Десь у 30-х роках 20 ст. вулицю було перейменовано у Перукарську. Тут знаходилися аж 4 смілянські перукарні. На початку 50-х вона отримала ім'я Тельмана і була заасфальтована. В одному з сімейних архівів смілян зберігається фотографія тих років. Видно; що в приміщенні, де нині Вечірні візерунки", тоді був гастроном І кондитерський магазин. Ширина вулиці з часу її виникнення не змінилася, а кардинальне перетворення почалося з сімдесятих років. Було зведено 5-поверховий житловий дім, а з іншого боку вулиці постав Будинок побуту. На місці теперішнього комплексу «У лева», як його звикли називати місцеві жителі, була найкраща в місті пекарня. Старожили досі згадують гарячий хліб і пончики з повидлом, що продавалися через дерев'яне вікно з прилавком і коштували копійки.
Існують плани перейменування вулиці Тельмана на Бобринську, аби увічнити славний рід, який привів містечко Смілу до процвітання та слави.
На ХІІ сесії Смілянської міської ради від 05.02.2007 було прийняте рішення про перейменування вулиці Тельмана на бульвар графа О. Бобринського.